# Bamla
Bamla es una ciudad de la India en el distrito de Bhiwani en el estado de Haryana.

## Geografía
Se encuentra a una altitud de 222 m s. n. m. a 276 km de la capital estatal, Chandigarh, en la zona horaria UTC +5:30.

## Demografía
Según estimación 2011 contaba con una población de 12 435 habitantes.